# Brynn Settels
Brynn Settels, även känd under artistnamnet Bumpaberra, född 13 februari 1949, är en svensk musiker, fotograf, TV-redigerare och musikproducent. Settels är mest känd som medlem i rockreggaebandet Dag Vag och reggaebandet Peps Blodsband. Huvudinstrumenten är olika slags klaviatur, men Settels är multiinstrumentalist. 

## Biografi[1]
Brynn Settels föddes i New York, USA, den 13 februari 1949. Vid fyra års ålder flyttade han med sin familj till Sverige och Stockholm. Till en början spelade Settels violin. Han hittade till musiklivet främst genom blues och regelbundna spelningar på Nalen i Stockholm.
Settels flyttade till Lund i början av 1970-talet och började där spela musik tillsammans med bland andra Peps Persson medan han studerade musikvetenskap. Settels medverkar på Peps Blodsbands skivor Blodsband från 1974, Hög Standard från 1975 och Droppen urholkar stenen från 1976. På skivorna spelar Settels en mängd olika instrument; orgel, piano, clavinet, synthesizer, marimba, tenorsaxofon, altsaxofon och bidrar även med bakgrundssång. 1977 gavs skivan Fyra tunnlann bedor om dan ut under namnet Pelleperssons Kapell och på den spelar Settels även percussion. Skivan är en fusion mellan musikstilarna schottis och reggae.
1978 blev Settels en av de första medlemmarna i rockreggaegruppen Dag Vag, då han var trött på kretsen kring Peps Blodsband och inte trodde att Dag Vag skulle nå någon större framgång. Medlemmarna i bandet använde sig av artistnamn och Settels står i sammanhangen ofta krediterad under namnet Bumpaberra. Dag Vags musik kan ses som en reggae/ska-inspirerad fortsättning på punken och rörde sig i riktning mot 1980-talets nya våg. De ansågs av flera journalister vara det bästa svenska livebandet under sin aktiva tid på 1980-talet. Settels medverkar på klaviatur och orgel på Dag Vags första singlar samt självbetitlade debutalbum. Settels skulle komma och gå som medlem i bandet under de kommande åren (1978, 1981–1983, 1988–1990, 1999–2001) och finns med på flera inspelade liveframträdanden.
Settels grundade 1983 den analoga musikstudion Rub-A-Dub på Södermalm i Stockholm tillsammans med Bill och Tom Hofwander samt Stig Vig. Studions rötter finns i musikstilarna reggae och dub och har spelat in flera olika artister och genrer.
1986 samarbetade Settels med poeten Bruno K. Öijer. Tillsammans släppte de skivan Skugga Kommer. Dokumentären Hey Ängel innehåller flera scener från inspelningen.
Som musiker och producent har Settels även samarbetat med bland andra Samla Mammas Manna, Gudibrallan, Bosse Skoglund, The Reggaeterians och Internal Dread.
Settels anser själv inte att musiken har varit hans huvudsakliga syssla, utan kallar sig sedan slutet av 1980-talet "hired gun in television and video", vilket innebär en mångsysslare och/eller frilansare inom TV- och videobranschen.
Numera är Settels pensionerad och spelar då och då med sitt bluesband i Stockholm.

## Diskografi
Med Samla Mammas Manna
- 1974 - Klossa Knapitatet (endast låten "Klossa Knapitatet")

Med Peps Persson/Peps Blodsband/Pelle Perssons Kapell
- 1974 - Blodsband
- 1975 - Hög Standard
- 1976 - Droppen urholkar Stenen
- 1977 - Fyra tunnlann bedor om dan

Med Ronny Åström
- 1976 - Den ensamma människan
- 1977 - Hampadängor

Med Archimedes Badkar
- 1978 - Bado Kidogo (tillsammans med Afro 70)

Med Dag Vag
- 1979 - Dag Vag
- 1982 - 7 Lyckliga Elefanter
- 1983 - Almanacka

Med Zilverzurfarn
- 1984 - Panama

Med Hollywood Indians
- 1985 - Viva La Paz

Med Calcutta Transfer
- 1986 - Easy Loving

Med Bruno K. Öijer
- 1986 - Skugga Kommer

Med Per Tjernberg
- 2000 - Universal Riddim

Med Agent Bulldogg
- 2012 - Livsstil